# Aeolagrion inca
Aeolagrion inca – gatunek ważki z rodziny łątkowatych (Coenagrionidae). Występuje na terenie Ameryki Południowej.